# Òpera de Copenhaguen
L'Òpera de Copenhaguen (danès: Operahus København) (Òpera Reial o Kongelige Teater) és el teatre nacional d'òpera de Dinamarca, considerat un dels teatres més moderns del món. Es troba també entre les òperes més costoses del planeta amb un preu de construcció superior als 500 milions de dòlars. Té dues seus, el modern edifici inaugurat el 2005 i l'Old Stage, antic teatre que ha quedat reservat per a obres del barroc i concerts.

## Història
La Fundació A.P. Møller i Chastine Mc-Kinney Møller va donar el Teatre de l'Òpera a l'Estat danès l'agost de 2000 (A.P. Møller va ser cofundador de la companyia multinacional danesa Mærsk). En alguns sectors es van sentir ofesos per la donació privada, en part perquè el cost total del projecte seria deduïble dels impostos, obligant al govern a comprar l'edifici. Però el parlamento (Folketing) i el govern danès el varen acceptar la tardor de 2000. L'arquitecte Henning Larsen i els enginyers Ramboll i Buro Happold i el consultor teatral Theatreplan van dissenyar la instal·lació. L'acústica va ser dissenyada per Arup Acoustics i Speirs i Major Associates van dissenyar la il·luminació arquitectònica. A.P. Møller va tenir l'última paraula en el disseny de l'edifici, afegint acer davant de vidre, entre altres coses. La construcció va començar el juny de 2001 i es va completar l'1 d'octubre de 2004. Es va inaugurar el 15 de gener de 2005, en presencia de Mærsk Mc-Kinney Møller, el primer ministre danès Anders Fogh Rasmussen i la reina Margarida II de Dinamarca.
El tenor Plácido Domingo va fer una presentació de gala com a Sigmund en Wagner Die Walküre el 7 d'abril de 2006, en una producció de Kasper Bech Holten i va assistir-hi La Reina.
L'etapa de Dinamarca de la Red Bull Cliff Diving World Series té lloc aquí.

## Nou edifici
El nou edifici dissenyat per Henning Larsen amb un cost de 340.000.000 d'euros, és la seu principal de l'Òpera Reial Danesa, i està ubicada en una illa del port de la capital danesa, davant de la badia de la ciutat, de front al Castell d'Amalienborg (residència de la família reial).
Consta de dues sales, la principal per a 1500 espectadors i la de càmera per a 200.
El teló va ser dissenyat per Per Arnoldi i Per Kirkeby, les quatre escultures de bronze del foyer adornat amb unes altres tres escultures de llum de l'artista danès-islandès Olafur Eliasson.
El millor accés es via ferri des del port.

## Galeria

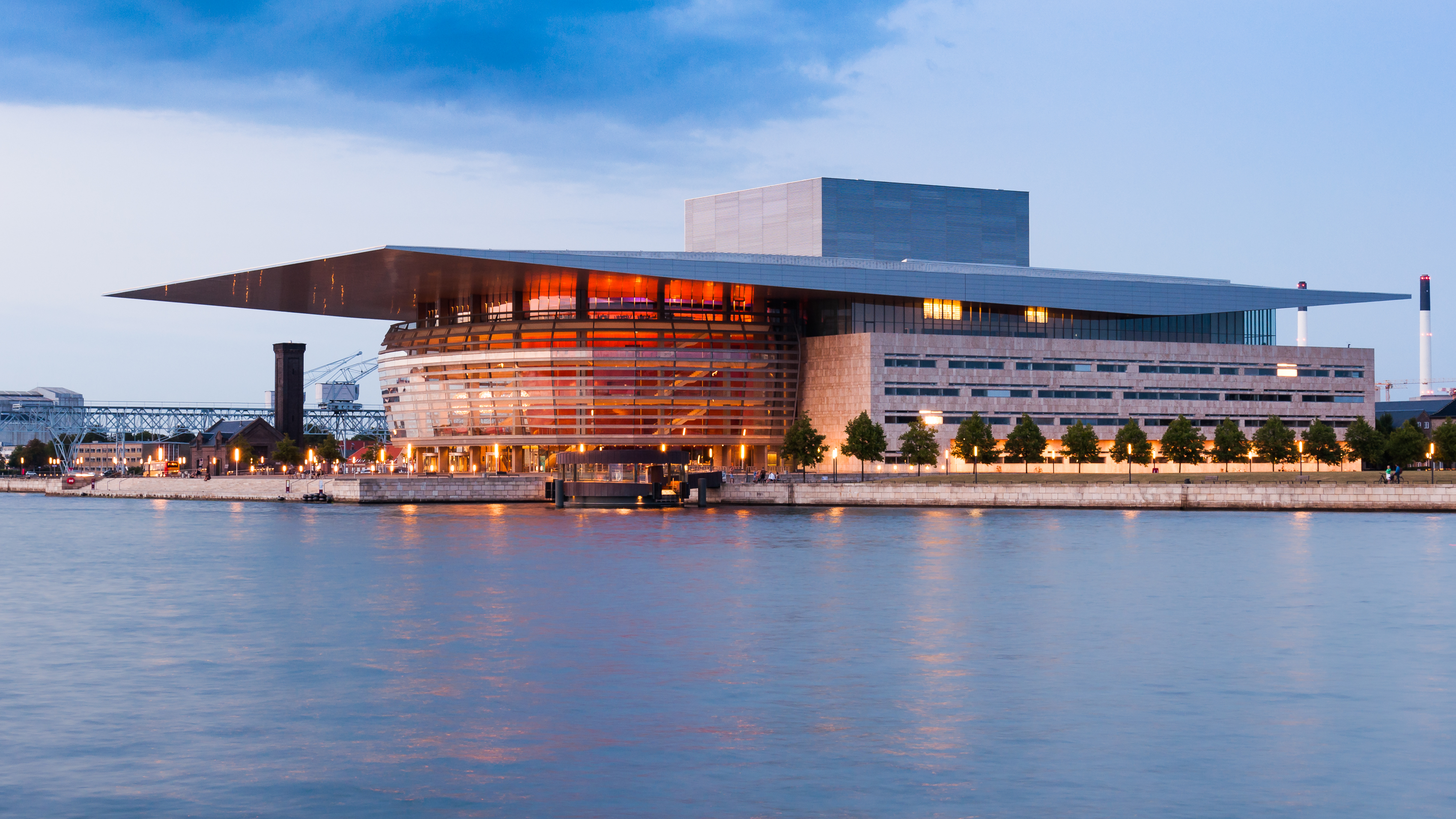
L'Òpera de Copenhaguen, el 2014
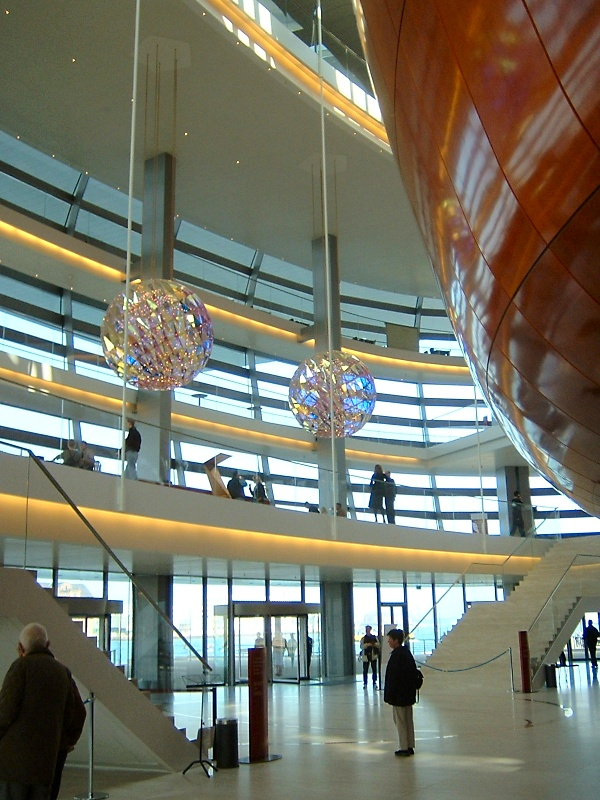
Interior
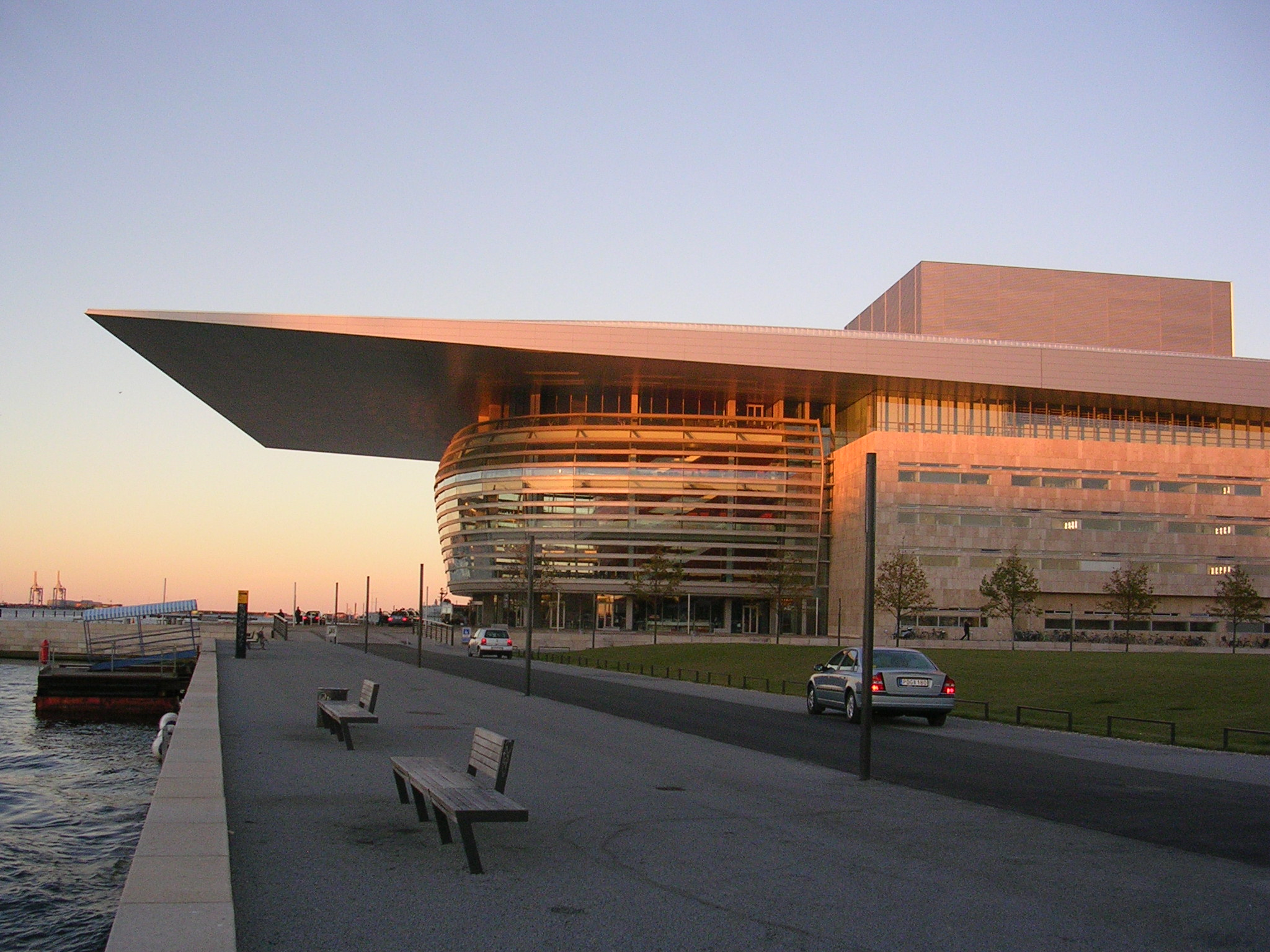
Vista lateral